# Drosophila longitarsis
Drosophila longitarsis este o specie de muște din genul Drosophila, familia Drosophilidae, descrisă de Oswald Duda în anul 1931. Conform Catalogue of Life specia Drosophila longitarsis nu are subspecii cunoscute.